# Kristian Brix
Kristian Brix (Oslo, 13 giugno 1990) è un ex calciatore norvegese, di ruolo difensore.

## Biografia
È di padre gambiano e madre norvegese.

## Caratteristiche tecniche
Può essere impiegato da terzino sinistro o da centrocampista centrale.

## Carriera

### Club
Brix ha iniziato la carriera nel Lille Tøyen. Nel 1998, è entrato a far parte delle giovanili del Vålerenga ed ha esordito il 20 maggio 2007 nell'edizione stagionale del Norgesmesterskapet, precisamente nel primo turno contro il Toten, sostituendo Jørgen Jalland. Il 17 giugno dello stesso anno, ha esordito nell'Eliteserien, giocando da titolare la sfida contro il Lillestrøm, conclusasi con una vittoria della sua squadra per 0-1. Il 30 agosto, ha debuttato nella Coppa UEFA 2007-2008, conto l'Ekranas: in questa occasione, Brix ha segnato la prima rete ufficiale della sua carriera, fissando il punteggio sul 6-0 finale.
Nel corso del 2008, è stato ceduto in prestito al Sogndal, squadra militante nella 1. divisjon. Ha esordito con la nuova squadra nella trasferta sul campo del Bryne, sfida conclusasi con una vittoria per 0-1. Con il Sogndal, ha giocato altre 2 partite di campionato, per poi tornare al Vålerenga. Dal 2009, ha avuto maggiore spazio nella prima squadra, totalizzando 10 presenze nei successivi due campionati.
Il 3 dicembre 2010 ha firmato un contratto triennale con il Sandefjord. Ha debuttato il 3 aprile 2011, schierato titolare nel pareggio a reti inviolate contro l'Hønefoss. Il 29 maggio successivo ha siglato la prima rete, nella vittoria casalinga per 4-0 sul Randaberg. Il 19 novembre 2013, il Sandefjord ha manifestato la volontà di non rinnovare il contratto di Brix, che si sarebbe così svincolato a fine anno. Nel suo triennio al Sandefjord ha totalizzato 92 presenze e 8 reti, tra campionato e coppa.
Il 29 gennaio 2014, ha firmato un biennale con il Bodø/Glimt. Ha esordito in squadra il 30 marzo successivo, subentrando a Dane Richards nel pareggio casalingo per 1-1 contro l'Aalesund. Nella prima stagione in forza al Bodø/Glimt, ha totalizzato 32 presenze tra campionato e coppa, senza mettere a segno alcuna rete. Rimasto in squadra per un'altra annata, ha disputato altre 21 partite con questa casacca.
Il 9 dicembre 2015, il Fredrikstad ha annunciato sul proprio sito internet d'aver ingaggiato il giocatore, che si è legato al nuovo club con un contratto biennale, valido a partire dal 1º gennaio 2016. Ha esordito in squadra in data 3 aprile, schierato titolare nella sconfitta interna per 2-3 contro il Levanger. Ha chiuso la stagione a quota 32 presenze tra campionato e coppa, con 2 reti all'attivo; il Fredrikstad si è classificato all'11º posto finale.
Il 29 giugno 2017, il Sandnes Ulf ha reso noto sul proprio sito internet d'aver ingaggiato Brix, che si è legato al nuovo club con un contratto valido a partire dal 20 luglio, data di riapertura del calciomercato locale.
Il 13 gennaio 2020 ha annunciato il suo ritiro dal calcio professionistico.

### Nazionale
Brix ha giocato 4 partite con la Norvegia under 17, andando anche in rete in'occasione. In virtù delle sue origini gambiane e non avendo mai giocato per la Nazionale norvegese, è eleggibile anche per la selezione africana. Nel 2011, mentre era in forza al Sandefjord, Brix era stato convocato in vista di un'amichevole contro il Gabon, ma la sua squadra di club – in lotta per la promozione – non gli ha concesso il permesso di aggregarsi al resto della truppa. A maggio 2015 è tornato nella lista dei convocati della selezione gambiana, in vista di un'amichevole contro l'Uganda. È stato incluso anche nella lista dei convocati anche per la partita contro il Sudafrica, valida per le qualificazioni alla Coppa delle Nazioni Africane 2017, in cui non è stato impiegato.

## Statistiche

### Presenze e reti nei club
Statistiche aggiornate al 13 gennaio 2020.
| Stagione           | Club               | Campionato         | Campionato | Campionato | Coppe nazionali | Coppe nazionali | Coppe nazionali | Coppe continentali | Coppe continentali | Coppe continentali | Supercoppe | Supercoppe | Supercoppe | Totale | Totale |
| Stagione           | Club               | Comp               | Pres       | Reti       | Comp            | Pres            | Reti            | Comp               | Pres               | Reti               | Comp       | Pres       | Reti       | Pres   | Reti   |
| ------------------ | ------------------ | ------------------ | ---------- | ---------- | --------------- | --------------- | --------------- | ------------------ | ------------------ | ------------------ | ---------- | ---------- | ---------- | ------ | ------ |
| 2007               | Vålerenga          | ES                 | 4          | 0          | CN              | 2               | 0               | CU                 | 1                  | 1                  | -          | -          | -          | 7      | 1      |
| 2008               | Sogndal            | 1D                 | 3          | 0          | CN              | 0               | 0               | -                  | -                  | -                  | -          | -          | -          | 3      | 0      |
| 2009               | Vålerenga          | ES                 | 5          | 0          | CN              | 2               | 0               | UEL                | 1                  | 0                  | SN         | 0          | 0          | 31     | 5      |
| 2010               | Vålerenga          | ES                 | 5          | 0          | CN              | 2               | 0               | -                  | -                  | -                  | -          | -          | -          | 7      | 0      |
| Totale Vålerenga   | Totale Vålerenga   | Totale Vålerenga   | 14         | 0          |                 | 6               | 0               |                    | 2                  | 1                  |            | -          | -          | 22     | 1      |
| 2011               | Sandefjord         | 1D                 | 28         | 5          | CN              | 3               | 0               | -                  | -                  | -                  | -          | -          | -          | 31     | 5      |
| 2012               | Sandefjord         | 1D                 | 26+1       | 1+0        | CN              | 5               | 0               | -                  | -                  | -                  | -          | -          | -          | 32     | 1      |
| 2013               | Sandefjord         | 1D                 | 26         | 2          | CN              | 3               | 0               | -                  | -                  | -                  | -          | -          | -          | 29     | 2      |
| Totale Sandefjord  | Totale Sandefjord  | Totale Sandefjord  | 80+1       | 8+0        |                 | 11              | 0               |                    | -                  | -                  |            | -          | -          | 92     | 8      |
| 2014               | Bodø/Glimt         | ES                 | 28         | 0          | CN              | 4               | 0               | -                  | -                  | -                  | -          | -          | -          | 32     | 0      |
| 2015               | Bodø/Glimt         | ES                 | 19         | 0          | CN              | 2               | 0               | -                  | -                  | -                  | -          | -          | -          | 21     | 0      |
| Totale Bodø/Glimt  | Totale Bodø/Glimt  | Totale Bodø/Glimt  | 47         | 0          |                 | 6               | 0               |                    | -                  | -                  |            | -          | -          | 53     | 0      |
| 2016               | Fredrikstad        | 1D                 | 29         | 1          | CN              | 3               | 1               | -                  | -                  | -                  | -          | -          | -          | 32     | 2      |
| gen.-lug. 2017     | Fredrikstad        | 1D                 | 9          | 1          | CN              | 1               | 0               | -                  | -                  | -                  | -          | -          | -          | 10     | 1      |
| Totale Fredrikstad | Totale Fredrikstad | Totale Fredrikstad | 38         | 2          |                 | 4               | 1               |                    | -                  | -                  |            | -          | -          | 42     | 3      |
| lug.-dic. 2017     | Sandnes Ulf        | 1D                 | 14+1       | 0          | CN              | -               | -               | -                  | -                  | -                  | -          | -          | -          | 15     | 0      |
| 2018               | Sandnes Ulf        | 1D                 | 25         | 2          | CN              | 2               | 0               | -                  | -                  | -                  | -          | -          | -          | 27     | 2      |
| Totale Sandnes Ulf | Totale Sandnes Ulf | Totale Sandnes Ulf | 39+1       | 2+0        |                 | 2               | 0               |                    | -                  | -                  |            | -          | -          | 42     | 2      |
| 2019               | KFUM Oslo          | 1D                 | 26+2       | 3+1        | CN              | 3               | 0               | -                  | -                  | -                  | -          | -          | -          | 31     | 4      |
| Totale             | Totale             | Totale             | 244+4      | 15+1       |                 | 32              | 1               |                    | 2                  | 1                  |            | -          | -          | 282    | 18     |